# Cosmic King
Cosmic King, il cui vero nome è Leavar Bolto, è un personaggio dei fumetti DC Comics, creato da Jerry Siegel e Curt Swan. È un supercriminale dell'Universo DC, che debuttò in Superman (vol. 1) n. 147 (agosto 1961).

## Biografia del personaggio
Cosmic King nacque sul pianeta Venere. Era un alchimista che passò la sua vita a inventare un raggio che poteva cambiare la struttura atomica di un oggetto in un altro. Vi riuscì quando trasformò un fiore in un gioiello. Cadendo involontariamente di fronte al raggio, scoprì di possederne in modo innato le proprietà. Quando rese noto agli ufficiali Venusiani della sua scoperta, fu informato che il suo potere di tramutare chimicamente gli oggetti era considerato un male. Come tale fu bandito da Venere, da cui partì diretto verso il passato della Terra, dove divenne membro della Legione dei Supercriminali. Spesso viene raffigurato con in volto un dispositivo di respirazione.

### Ritorno
Durante la storia Absolute Power della serie Superman/Batman, Cosmic King ritornò per creare un universo alternativo in cui lui e alcuni suoi soci erano i genitori sia di Batman che di Superman. In questo mondo, i due erano lo strumento della volontà dei loro genitori. Quando le cose cominciarono ad andare fuori controllo e Bruce Wayne venne ucciso, non sembrò importargli troppo e non mostrò nessuna emozione. Alla fine, venne ristabilita la vera realtà e Cosmic King sparì nuovamente.

### Crisi finale
In Crisi finale: la Legione dei 3 mondi, Cosmic King fu tra i supercriminali della Legione dei Supercriminali di Superboy-Prime.